# Nkwanta sud
Le district de Nkwanta sud  (officiellement Nkwanta South District, en Anglais) est l’un des 18 districts de la Région de la Volta au Ghana.

## Villes et villages du district
| - Nkwanta - Damaniko - Brewaniase - Sibi Hill Top - Nabu | - Bonakye - Abunyanya - Keri - Tinjase - Sibi Central | - Kecheibi - Nsuogya (Asodja) - Pusupu - New Agou - Kabre Akura | - Nyambong - Nyambong - Odumase Adele - Bontibor - Ofosu |

## Sources
- (en)
- (en) Site de Ghanadistricts